# Акамарачі
Акамарачі (ісп. Acamarachi) або Пілі (Pili) — стратовулкан, розташований в чилійському регіоні Антофаґаста. Вулкан знаходиться на північний схід від вулканів Аґуас-Кальєнтес і Ласкар і на південних захід від сектору Салар-де-Пулса (Salar de Pujsa) Національного заповідника Лос-Фламенкос, на плато Пуна-де-Атакама.
Гора має досить криті схили, з кутом нахилу до 45 градусів, та складає південно-східну частину невеличкої вулканічної групи, що простяглася на північний захід до вулкана Колачі. Акамарачі має невеликий кратер на вершині із залишками лави часів голоцену. В кратері знаходиться постійне озерце діаметром 10-15 м, що є другим за висотою поверхні озером у світі після озера в кратері вулкана Охос-дель-Саладо.

## Ресурси Інтернету
- Smithsonian Institution Global Volcanism Program: Acamarachi [Архівовано 26 січня 2009 у Wayback Machine.]

| Чилі | Це незавершена стаття з географії Чилі. Ви можете допомогти проєкту, виправивши або дописавши її. |